# Droga krajowa B296 (Niemcy)
Droga krajowa nr 296 (niem. Bundesstrasse 296, B296) – droga krajowa w Niemczech, w kraju związkowym Badenia-Wirtembergia.
Droga swój początek ma w Herrenberg, przy skrzyżowaniu z drogą B28. B296 kończy się w Calmbach, na skrzyżowaniu z drogą krajową nr 294 (Bundesstrasse 294). Ma około 35 kilometrów.